# Ida Kamińska

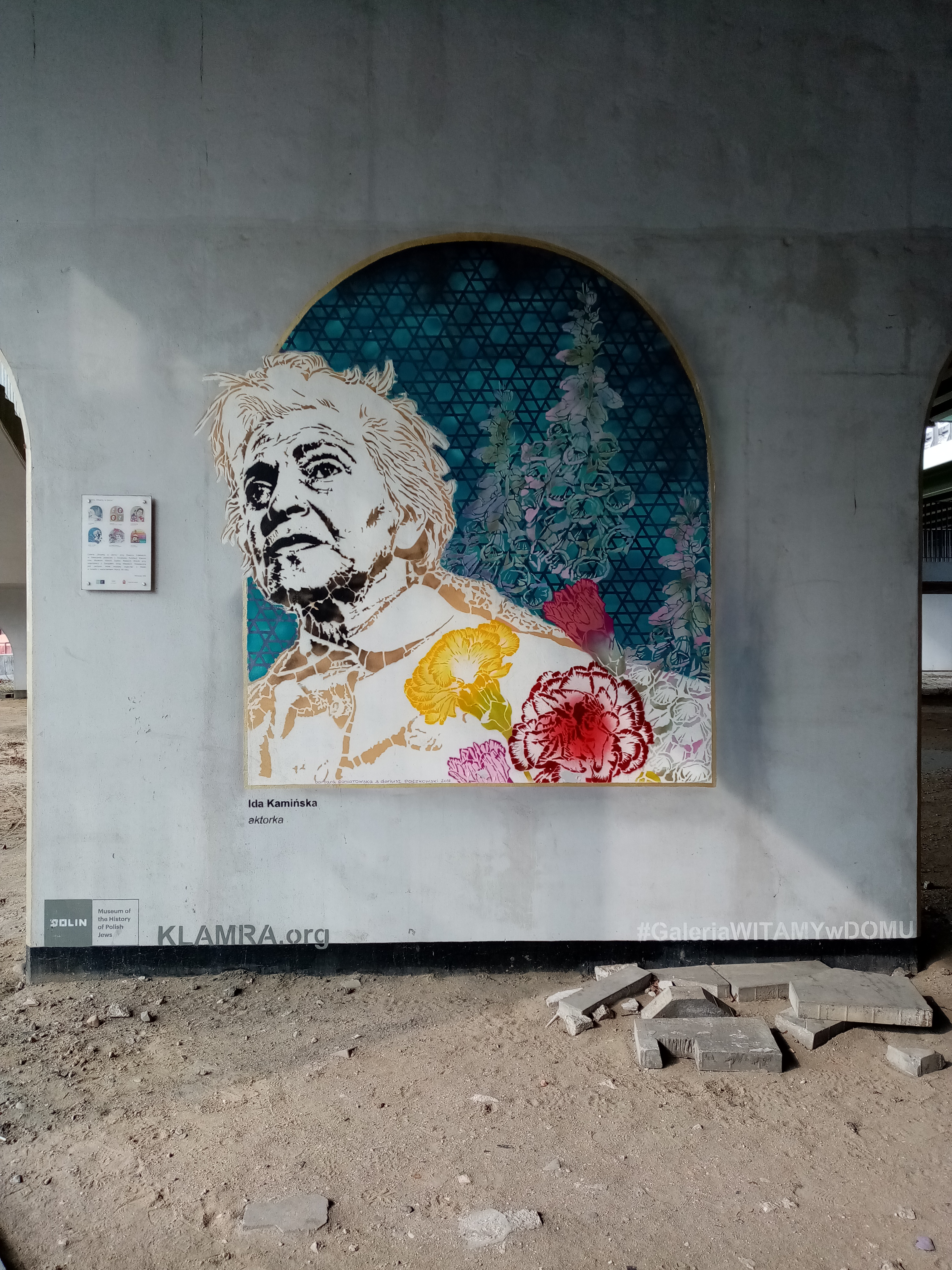
Ida Kamińska, Bild gezeigt von der Galeria Witamy, Warschau (2021)

Ida Kamińska (* 18. September 1899 in Odessa; † 21. Mai 1980 in New York) war eine jüdisch-polnische Schauspielerin.

## Biografie

### Jugend und erste Theaterrollen
Ida Kamińska wurde 1899 in Odessa als Tochter des Schauspielerehepaares Esther Rachel Kamińska (1870–1925) und Abraham Isaak Kamiński (1867–1918) geboren. Beide Eltern waren bedeutende Persönlichkeiten im jiddischsprachigen Theater in Polen und Russland. Ida Kamińskas Vater hatte im Alter von zwanzig Jahren eine Theatergruppe gegründet, ihre Mutter gilt als Mitbegründerin des jiddischen Theaters. Ida Kamińska wuchs gemeinsam mit ihrer Schwester Regina Kamińska und ihrem jüngeren Bruder Josef Kamiński (1903–1972) auf, der später eine erfolgreiche Karriere als Komponist ergreifen sollte.
Schon in jungen Jahren trat sie in die Fußstapfen ihrer Mutter und bekleidete mit fünf Jahren zum ersten Mal eine Rolle in einem Theaterstück. Beim Eintritt ins Erwachsenenalter hatte sie bereits mit mehreren Hauptrollen am familieneigenen Kamiński-Theater in Warschau mitgewirkt sowie an einem Gastspiel am jiddischen Theater in Wien im Jahr 1917 teilgenommen.

### Erste Filmerfahrungen
Ida Kamińskas Filmarbeit hatte sich stets ihrem Engagement für das Theater unterzuordnen und so trat sie im Laufe ihrer Karriere in nur sieben Filmen in Erscheinung. Ihr Leinwanddebüt feierte sie 1912 in Mirele Efros von Andrzej Marek, in dem sie neben ihrer Mutter und ihrer Schwester auftrat. Der russische Stummfilm basiert auf dem gleichnamigen bekannten Theaterstück aus dem Jahr 1898 von Jacob Gordin (1853–1909), das auch unter dem Titel Jewish Queen Lear bekannt ist. Es erzählt die Geschichte der alten jüdischen Matriarchin Mirele, die sich von ihrer Familie entfremdet.

### Zwischenkriegszeit in Polen
1921 gehörte Kamińska gemeinsam mit ihrer Mutter, ihrem ersten Ehemann Zygmunt Turkow und Diana Blumenfeld zu den Gründungsmitgliedern des Jiddischen Kunsttheaters in Warschau.
Drei Jahre später agierte Kamińska erneut an der Seite von Esther Rachel Kamińska in dem romantischen Drama Tkies khaf (1924), an dem Sigmund Turkow als Schauspieler und Regisseur mitwirkte. Der ursprünglich 81-minütige US-amerikanisch-polnische Stummfilm wurde später mit einer Tonspur in jiddischer Sprache versehen.
Nachdem Ida Kamińska drei Jahre lang mit Theatergruppen die Sowjetunion bereist hatte, gründete sie nach 1933 in Warschau ihre eigene Spielstätte, das Ida-Kamińska-Theater (in der Tatra-Panorama-Rotunde). In ihrem eigenen Theater wirkte Kamińska in vielen Bühnenstücken mit, tat sich aber auch als erste weibliche Theaterregisseurin im Polen zwischen den Weltkriegen hervor und schrieb, adaptierte und übersetzte Theaterstücke in die jiddische Sprache. 1938 übernahm sie für fünf Jahre die Leitung des Nowości-Theaters in Warschau.
Kamińskas letzter Film vor Ausbruch des Zweiten Weltkriegs war auch gleichzeitig der letzte jiddische Film, der im Polen der Vorkriegszeit entstand. Das Drama On a hajm (polnischer Titel: Bezdomni, US-amerikanischer Verleihtitel: Without a home) von Aleksander Marten (1898–1942) handelt von einer osteuropäischen Familie, die nach dem Tod des Sohnes erfolglos versucht sich in Amerika eine neue Existenz aufzubauen.

### Emigration in die Sowjetunion
Dem systematischen nationalsozialistischen Völkermord an etwa zwei Drittel der jüdischen und jüdischstämmigen Bevölkerung Europas entging Ida Kamińska. Nach der Besetzung Polens hatte sie für das Jüdische Staatstheater in Lwiw gearbeitet, war aber auf Druck der sowjetischen Obrigkeit von der Leitung zurückgetreten. Im Juni 1941 floh sie nach Osten und überlebte den Holocaust in der Sowjetunion, wo sie in Frunse (dem heutigen Bischkek in Kirgisistan) eine jüdische Theatergruppe aufbaute.

### Nachkriegszeit in Polen
Nach Kriegsende kehrte die Schauspielerin 1945 (laut anderen Quellen 1947) nach Polen zurück, um die jiddische Theaterkultur wiederzubeleben. Kamińska arbeitete für das Jüdische Theater in Breslau und in anderen Städten und leitete ab 1948 fünf Jahre lang das Jüdische Theater in Łódź, wo sie 35 Uraufführungen organisierte. 1950 gründete sie das Staatliche Jüdische Theater in Warschau, das nach ihrer Mutter Esther Rachel Kamińska benannt wurde, und stand diesem ab 1955 als künstlerische Leiterin vor. Auch der Erfolg auf der Theaterbühne stellte sich ein und Ida Kamińska trat mit dem jiddischen Theater Warschaus auch in Frankreich, Großbritannien, Belgien, den Niederlanden, Ostdeutschland und Nord- und Südamerika auf.

### Erfolg im Film
Nach kleinen Rollen in den polnischen Filmen The Jewish People live (1947) und Aleksander Fords Holocaust-Drama Die Grenzstraße (1949) sollte Mitte der 1960er Jahre auch die Anerkennung der internationalen Filmkritiker folgen.
1965 wurde Kamińska für die weibliche Hauptrolle in der Tragikomödie Das Geschäft in der Hauptstraße verpflichtet. Regie führten der Slowake Ján Kadár und der Tscheche Elmar Klos, die in Zusammenarbeit mit Ladislav Grosman, dem Autor der literarischen Vorlage, auch gemeinsam das Drehbuch verfasst hatten und den Film produzierten. Das Geschäft in der Hauptstraße erzählt die Geschichte von dem Tischler Tono (gespielt von Jozef Kroner), der 1942 in einer slowakischen Kleinstadt im Zuge der nationalsozialistischen „Säuberungspolitik“ als Treuhänder für das Geschäft der jüdischen Witwe Rosalie Lautman eingesetzt wird. Tonos Hoffnungen auf Gewinn erfüllen sich nicht – der Kurzwarenladen ist bankrott, verfügt über kein Inventar und die ehemalige Besitzerin scheint die Gefahr, in der sie schwebt, nicht zu verstehen. Tono drängt die alte Frau, die er lieb gewonnen hat, vor der drohenden Deportation zu fliehen, verschuldet dadurch aber indirekt ihren Tod.
Der Film wurde von der internationalen Kritik gelobt und als „erregendes Zeitdrama von eindringlicher künstlerischer Geschlossenheit“ bewertet. Ebenso in der Gunst der Kritiker standen die Schauspielleistungen der beiden Hauptdarsteller, die 1965 auf den Filmfestspielen von Cannes ein besonderes Lob der Wettbewerbsjury erhielten. Anfang Januar 1966 feierte der Film seinen Kinostart in den USA, wo er ebenso positiv angenommen und mit dem Oscar in der Kategorie Bester fremdsprachiger Film ausgezeichnet wurde. Für den Part der Rosa Lautmann wurde Ida Kamińska ein Jahr später für den Golden Globe als Beste Schauspielerin in einem Drama nominiert und erhielt eine Nominierung für den Oscar als Beste Hauptdarstellerin. Hatte Kamińska bei der Golden-Globe-Verleihung noch gegenüber Anouk Aimée (Ein Mann und eine Frau) das Nachsehen gehabt, musste sie sich bei den Academy Awards der US-Amerikanerin Elizabeth Taylor geschlagen geben, die für Mike Nichols’ Debütfilm Wer hat Angst vor Virginia Woolf? ihren zweiten Darstellerpreis erhielt.

### Broadway in New York
Nach dem großen Erfolg im Kino holte der US-amerikanische Impresario Harold Leventhal (1919–2005), der an der Verbreitung von Das Geschäft in der Hauptstraße beteiligt gewesen war, Ida Kamińska von Warschau an den New Yorker Broadway. Von Oktober bis Dezember 1967 trat sie dort mit Jacob Gordins Stück Mirele Efros auf. Von November bis Dezember 1967 sah man sie in einem Broadway-Revival von Bertolt Brechts Mutter Courage und ihre Kinder. In beiden Theaterstücken spielte sie die Hauptrolle und übernahm die Regie, bei Mirele Efros war Kamińska auch für die Drehbuch-Adaption zuständig.

### Emigration nach Israel
1968 gab sie den Posten der künstlerischen Leiterin am Staatlichen Jüdischen Theater in Warschau auf und entschied sich aufgrund der antisemitischen Stimmung in Polen ihr Heimatland zu verlassen. Am Tag des Einmarsches der Truppen des Warschauer Pakts in die Tschechoslowakei emigrierte Kamińska mit ihrer Familie und zahlreichen Mitgliedern des Ensembles über Wien nach Israel und gab die polnische Staatsbürgerschaft auf.
Ihr letzter Filmauftritt folgte zwei Jahre später, erneut unter Ján Kadárs Regie, in Ein Engel namens Levin (1970), der auch gleichzeitig ihr Debüt im englischsprachigen Kino bedeutete. In dem Drama, einer Variation von Frank Capras Ist das Leben nicht schön? (1946), waren Zero Mostel und Harry Belafonte ihre Filmpartner. Kamińska konnte jedoch weder mit diesem Film noch mit den folgenden Theaterproduktionen an frühere Erfolge anknüpfen und lebte abwechselnd in den USA und Israel.
1973 veröffentlichte sie in den USA ihre Memoiren unter dem Titel My Life, My Theater, das erst 22 Jahre später ins Polnische übersetzt werden sollte.
Ida Kamińska, die in zweiter Ehe mit dem polnischen Schauspieler Marian Melman (1900–1978) verheiratet war und aus der der gemeinsame Sohn Viktor Melman stammte, erlag 1980 in New York einer Herzerkrankung.
Die Schauspielerin, die in 124 Rollen aufgetreten war, zwei Theaterstücke verfasst, 58 weitere in die jiddische Sprache übersetzt und bei 65 Aufführungen Regie geführt hatte, wurde auf dem Mount Hebron Cemetery in Flushing bei New York beerdigt.
2001 widmete ihr das New Yorker YIVO Institute for Jewish Research eine Ausstellung mit dem Titel „Ida Kaminska (1899–1980): Grande Dame of the Yiddish theater“. 2005 starb ihre Tochter Ruth Kamińska (* 1920), die aus der ersten Ehe mit Sigmund Turkow hervorging und ebenfalls wie ihre Mutter ins Schauspielfach gewechselt war.

## Filmografie
- 1912: Mirele Efros
- 1924: Tkies khaf
- 1939: On a hajm (Bezdomni)
- 1947: The Jewish People Live
- 1947: Die Grenzstraße (Ulica Graniczna)
- 1965: Das Geschäft in der Hauptstraße (Obchod na korze)
- 1970: Ein Engel namens Levin (The Angel Levine)

## Auszeichnungen
- 1965: „Besondere Erwähnung“ bei den Internationalen Filmfestspielen von Cannes für Das Geschäft in der Hauptstraße (Schauspielerische Leistung – gemeinsam mit Jozef Kroner)
- 1967: Golden-Globe-Nominierung für Das Geschäft in der Hauptstraße (Beste Hauptdarstellerin – Drama)
- 1967: Oscar-Nominierung für Das Geschäft in der Hauptstraße (Beste Hauptdarstellerin)